# کاچن-خرباسه
کاچن-خرباسه (به لهستانی:  Kaczyn-Herbasy) یک روستا در لهستان است که در گمینا چژو واقع شده‌است.